# جوهانس إراسموس إيفرسن
جوهانس إراسموس إيفرسن (بالدنماركية: Johannes Erasmus Iversen)‏ هو ملحن دنماركي، ولد في 1713، وتوفي في 1755.

## وصلات خارجية
- جوهانس إراسموس إيفرسن على موقع ميوزك برينز (الإنجليزية)